# Sanson, Benin
Sanson är en ort i Benin. Den ligger i den centrala delen av landet, 300 km norr om huvudstaden Porto-Novo. Sanson ligger 311 meter över havet och antalet invånare är 10 784.
Terrängen runt Sanson är platt. Sanson är det största samhället i trakten.
Omgivningarna runt Sanson är huvudsakligen savann. Runt Sanson är det glesbefolkat, med 13 invånare per kvadratkilometer.